# Майдла (Сауэ)
Ма́йдла (эст. Maidla) — деревня на севере Эстонии в волости Сауэ уезда Харьюмаа. На севере деревня граничит с Коппельмаа, на востоке с Ээсмяэ, на юго-востоке с Пяринурме, на юге с Вана-Аэспа, на юго-западе с Аэспа, на западе с Рообука. Старейшина деревни — Маргус Рейнтам (Margus Reintam).

## География
Деревня расположена в среднем течении реки Майдла. Расстояние до Таллина — 20 км. Высота над уровнем моря — 60 метров. На территории деревни находится озеро Майдла.

## Население
По данным переписи населения 2011 года, число постоянных жителей деревни составляло 216 человек, из них 176 (81,5 %) — эстонцы.
По данным Регистра народонаселения число постоянных жителей деревни составляло:
| 2005 | 2006  | 2007  | 2008  | 2009  | 2010  | 2011  | 2012  | 2021  |
| ---- | ----- | ----- | ----- | ----- | ----- | ----- | ----- | ----- |
| 116  | ↗ 126 | ↗ 136 | ↗ 137 | ↗ 162 | ↗ 170 | ↗ 175 | ↗ 178 | ↗ 281 |

Численность населения деревни Майдла по данным Департамента статистики*:
| Год     | 2000 | 2011  | 2017  | 2018  | 2019  | 2020  |
| ------- | ---- | ----- | ----- | ----- | ----- | ----- |
| Жителей | 131  | ↗ 216 | ↗ 223 | ↗ 238 | ↗ 248 | ↗ 282 |

* Примечание: данные Регистра народонаселения и Департамента статистики отличаются в связи с различиями в методике расчёта.

## История
Первые упоминания о деревне содержатся в датской поземельной книге 1241 года. Поселение в ней упоминается под названием Sochentakæs.
В деревне находится рыцарская мыза Вреденгаген (нем. Wredehagen), первые упоминания о которой датируются 1465 годом. Современное название Майдла мыза и деревня получили в XVII веке в честь владельца усадьбы барона фон Майделя. В XVIII веке мыза принадлежала Ферзенам, а с 1860-х годов Антроповым.
На военно-топографических картах Российской империи, в состав которой входила Эстляндска губерния, мыза обозначена как Вреденгаген и Майдля.
В 1871 году мыза перешла во владение семьи Маркграфов. Последним её владельцем был Хуго Маркграф (Hugo Markgraf).
Мыза Майдла — одна из пяти мыз с таким названием в Эстонии.
В советское время в деревне находился Майдлаский отдел совхоза «Ээсмяэ».